# Little Fictions
| Совокупная оценка | Совокупная оценка |
| Источник          | Оценка            |
| ----------------- | ----------------- |
| Metacritic        | 80/100            |
| Оценки критиков   |                   |
| Источник          | Оценка            |
| The Guardian      | [ 2 ]             |
| Slant Magazine    | [ 3 ]             |
| MusicOMH          | [ 4 ]             |
| Under the Radar   | 8/10              |
| AllMusic          | [ 6 ]             |

Little Fictions — седьмой студийный альбом британской группы Elbow, выпущенный 3 февраля 2017.

## Описание
Little Fictions вышел через три года после предыдущего альбома — The Take Off And Landing Of Everything. В перерыве между ними лидер Elbow Гай Гарви записал сольник Courting the Squall (2015). По словам обозревателя AllMusic, во всех семи альбомах Elbow их созерцательный, мрачный стиль остаётся легко узнаваемым, но Little Fictions получился немного более оптимистичным, особенно в сравнении с предыдущим элегическим альбомом.
Три песни с альбома были выпущены в качестве синглов — «Magnificent (She Says)» (6 декабря 2016), «All Disco» (5 января 2017) и «Gentle Storm» (27 January 2017). Выход третьего сингла сопровождался видеоклипом, который снял Кевин Годли, и в котором снялись участники Elbow, члены их семей, друзья, а также британский актёр Бенедикт Камбербэтч.

## Список композиций
| №                   | Название                 | Длительность |
| ------------------- | ------------------------ | ------------ |
| 1.                  | «Magnificent (She Says)» | 4:26         |
| 2.                  | «Gentle Storm»           | 3:39         |
| 3.                  | «Trust the Sun»          | 5:55         |
| 4.                  | «All Disco»              | 4:28         |
| 5.                  | «Head for Supplies»      | 3:56         |
| 6.                  | «Firebrand & Angel»      | 5:25         |
| 7.                  | «K2»                     | 5:19         |
| 8.                  | «Montparnasse»           | 2:41         |
| 9.                  | «Little Fictions»        | 8:26         |
| 10.                 | «Kindling»               | 4:17         |
| Общая длительность: | Общая длительность:      | 48:32        |

## Награды
| Publication | Accolade              | Rank | Ref.   |
| ----------- | --------------------- | ---- | ------ |
| Abc News    | Top 50 Albums of 2017 | 17   | [ 10 ] |
| Albumism    | Top 50 Albums of 2017 | 16   | [ 11 ] |
| KCRW        | Top 10 Albums of 2017 | 10   | [ 12 ] |

## Чарты
| Чарт(2017)                           | Высшее место |
| ------------------------------------ | ------------ |
| Австралия (ARIA)                     | 16           |
| Австрия (Ö3 Austria)                 | 31           |
| Бельгия/Фландрия (Ultratop)          | 3            |
| Бельгия/Валлония (Ultratop)          | 28           |
| Нидерланды (Album Top 100)           | 1            |
| Франция (SNEP)                       | 185          |
| Германия (Offizielle Top 100)        | 19           |
| Ирландия (IRMA)                      | 1            |
| New Zealand Heatseeker Albums (RMNZ) | 1            |
| Шотландия (Scottish Albums Chart)    | 1            |
| Швейцария (Schweizer Hitparade)      | 23           |
| Великобритания (UK Albums Chart)     | 1            |
| США (Billboard 200)                  | 172          |

| Чарт (2017)                        | Место |
| ---------------------------------- | ----- |
| Belgian Albums (Ultratop Flanders) | 60    |
| UK Albums (OCC)                    | 61    |